# Andrzej Czekalski
Andrzej Czekalski (ur. 19 marca 1930 w Warszawie) – polski reżyser filmowy i scenarzysta, autor tekstów piosenek.

## Życiorys
W 1955 ukończył studia na Wydziale Reżyserii Państwowej Wyższej Szkoły Filmowej w Łodzi. W filmie zadebiutował jako współpracownik reżysera w filmie Cień (1956). W 14 filmach pełnił funkcję II reżysera.

## Filmy wyreżyserowane
- 1960: Ostrożnie Yeti
- 1967: Marsjanie, film telewizyjny
- 1970: Czterej pancerni i pies - odcinek 20 (Brama)
- 1974: Pełnia nad głowami
- 1984: Porcelana w składzie słonia, film telewizyjny

## Autor tekstów piosenek
- 1958: Pamiętasz, była jesień do filmu Pożegnania
- 1969: tytułowa piosenka do filmu Jak rozpętałem drugą wojnę światową
- 1969: ballada stepowa do filmu Pan Wołodyjowski
- 1970: ballada do filmu Raj na ziemi
- 1982: Serce me śpi do filmu Przeklęta ziemia
- 1984: Penelopy do filmu Porcelana w składzie słonia